# ديناميات التقانة
ديناميات التقانة مجال علمي واسع وجديد نسبيًا تم تطويره في إطار مجال دراسات العلوم والتقانة ما بعد الحرب. يدرس عملية التغيير التكنولوجي. في مجال ديناميات التقانة، يتم شرح عملية التغيير التكنولوجي من خلال مراعاة التأثيرات من "العوامل الداخلية" وكذلك من "العوامل الخارجية". ترتبط العوامل الداخلية بالتغير التكنولوجي بالمشكلات التقانية التي لم يتم حلها وأنماط حل المشكلات التكنولوجية والعوامل الخارجية تربطها بخصائص مختلفة (متغيرة) للبيئة الاجتماعية، حيث يتم تضمين تقانة معينة.